# نهائي كأس إسكتلندا 2005
نهائي كأس اسكتلندا 2005 هي المباراة النهائية من منافسة كأس اسكتلندا 2004–05، أقيمت المباراة في 28 مايو 2005، في هامبدن بارك، بين فريقي نادي سلتيك، ودندي يونايتد، وفاز فيها نادي سلتيك، بعد أن هزم دندي يونايتد، بنتيجة 1 - 0، وحضر المباراة 50635 شخصاً.

## تفاصيل المباراة
لعبت المباراة النهائية في 28 مايو 2005.
| نادي سلتيك | 1 -0 | دندي يونايتد |
| ---------- | ---- | ------------ |
|            |      |              |